# 泉州公交307路
泉州公交307路是中华人民共和国泉州市境内的一条公共交通线路，全程11公里。起讫点为罗溪至洪四村，运营时间为罗溪7:30-17:00、洪四村8:00-17:25

## 历史
- 2019年12月19日，泉州市道管处批复307路开线申请。[2]
- 2019年12月25日，泉州公交于洪四村举办307路试乘仪式。[3]
- 2020年1月1日，泉州公交正式开通307路。初期运行区间为罗溪-洪四村，初期运营时间为罗溪7:50-15:30、洪四村8:30-16:30。初期使用车辆为1部中通LCK6669EVGC型电动巴士[4]
- 2020年1月27日，为配合洛江区交通局关于新型冠状病毒肺炎防控要求。307路自当日首班起暂停运行至2月18日。
- 2020年2月19日，307路恢复运营。配车更换为1部少林SLG6600C3GE型柴油空调小巴。[5]
- 2020年4月1日，因原配少林SLG6600C3GE已到报废年限。307路接手并更换为1部大金龙XMQ6802AGBEVL2，配车数不变。原配SLG6600C3GE退役
- 2020年9月25日，因优化调整。307路取消途径S213罗溪至奕聪中学路口段，改为途径万虹路、虹山墘、东环路至奕聪中学路口原线行驶。运营时间调整为罗溪7:30-17:00、洪四村8:00-17:25。[6][7]
- 2020年10月，307路接手并更换为自K6路退下的1部LCK6669EVGC，并置换1部XMQ6802AGBEVL2至K6路。配车数不变。
- 2021年5月30日，受当日强降雨影响，因途径山区路段影响行车安全，307路暂停运营1日，次日恢复。[8]
- 2022年2月13日，自该日起307路双向增停新生潭站。[9]
- 2022年3月16日，因疫情防控要求暂停中心市区范围内所有公交线路运营。307路自当日首班起暂停运营至4月4日。[10]
- 2022年4月5日，307路自当日首班起恢复运营。[11]
- 2022年12月15日，自该日起307路正式实行定点发车制度，发车时间调整为罗溪7:30、11:10、14:40、17:00；洪四村8:00、12:00、15:30、17:25发车，其它不变。[12]
- 2022年12月19日，307路再次调整定点发车时间，发车时间调整为：罗溪7:30、9:50、11:10、13:20、14:40、15:55、17:00；洪四村8:00、10:30、12:00、14:00、15:30、16:30、17:25

## 站点
| 路线 | 路线 | 路线 | 所在地区、街道 | 所在地区、街道  | 站点名       | 备注   |
| ---- | ---- | ---- | -------------- | --------------- | ------------ | ------ |
|      |      |      | 洛江区         | S213 （原X332） | 罗溪         | 起讫站 |
|      |      |      | 洛江区         | 虹山墘          | 虹山墘       |        |
|      |      |      | 洛江区         | 东环路          | 奕聪中学     |        |
|      |      |      | 洛江区         | S213            | 奕聪中学路口 |        |
|      |      |      | 洛江区         | S213            | 新土炉路口   |        |
|      |      |      | 洛江区         | 洪四村道        | 八峰水库     |        |
|      |      |      | 洛江区         | 洪四村道        | 新生潭       |        |
|      |      |      | 洛江区         | 洪四村道        | 洪四村       | 起讫站 |

## 票价
307路计价方式为一票制，票价¥2.0。
- 泉通卡普通卡9折，月票卡优惠无效，敬老卡、爱心卡有效。
- 可使用泉城通APP及支付宝、云闪付、微信乘车码支付

## 配车
307路配车数总计1部，其中：
- 中通LCK6669EVGC  1部

- 大金龙XMQ6802AGBEVL2
（2020.4 - 2020.10）
- 中通LCK6669EVGC
（2020.10 - ）

## 相关
- 泉州公交线路列表